# 11874 Gringauz
11874 Gringauz este un asteroid din centura principală de asteroizi.

## Descriere
11874 Gringauz este un asteroid din centura principală de asteroizi. A fost descoperit pe 2 decembrie 1989 la Observatorul La Silla de Eric Walter Elst. El prezintă o orbită caracterizată de o semiaxă mare de 2,25 ua, o excentricitate de 0,16 și o înclinație de 4,9° în raport cu ecliptica.